# ناحیه مزوکواچ‌هازا
ناحیهٔ مزوکُواچ‌هازا (به مجاری: Mezőkovácsházai járás) یک ناحیه در شهرستان بکش در مجارستان است و ۸۸۱٫۴۹ کیلومتر مربع مساحت و ۴۰٬۵۵۰ نفر جمعیت دارد.